# كوري بيتش (كارولاينا الشمالية)
كوري بيتش (بالإنجليزية: Kure Beach, North Carolina)‏ هي بلدة أمريكية تقع في الولايات المتحدة في مقاطعة نيوهانوفر، كارولاينا الشمالية. يقدر عدد سكانها بـ 2,012 نسمة ومساحتها 2.0 كم2 وترتفع عن سطح البحر 3 متر.

## التركيبة السكانية
حدّد مكتب تعداد الولايات المتحدة بيانات التركيبة السكانية لكوري بيتش في تعداد الولايات المتحدة. في ما يلي، التركيبة السكانية حسب تعدادي 2000 و2010.

### تعداد عام 2000
بلغ عدد سكان كوري بيتش 1,507 نسمة بحسب تعداد عام 2000، وبلغ عدد الأسر 723 أسرة وعدد العائلات 495 عائلة مقيمة في البلدة. في حين سجلت الكثافة السكانية 658.1 نسمة لكل كيلومتر مربع (1,704.5/ميل2). وبلغ عدد الوحدات السكنية 1,560 وحدة بمتوسط كثافة قدره 681.2 لكل كيلومتر مربع (1,764.3/ميل2).
وتوزع التركيب العرقي للبلدة بنسبة 98.74% من البيض و0.07% من الأمريكيين الأفارقة و0.13% من الأمريكيين الأصليين و0.07% من الأمريكيين ذوي الأصول الآسيوية و0.07% من الأعراق الأخرى و0.93% من عرقين مختلطين أو أكثر و0.93% من الهسبانيون أو اللاتينيون من أي عرق.
بلغ عدد الأسر 723 أسرة كانت نسبة 16.2% منها لديها أطفال تحت سن الثامنة عشر تعيش معهم، وبلغت نسبة الأزواج القاطنين مع بعضهم البعض 61.3% من أصل المجموع الكلي للأسر، ونسبة 5.1% من الأسر كان لديها معيلات من الإناث دون وجود شريك،  بينما كانت نسبة 2.1% من الأسر لديها معيلون من الذكور دون وجود شريكة وكانت نسبة 31.5% من غير العائلات. تألفت نسبة 26.7% من أصل جميع الأسر من عدة أفراد يعيشون في نفس المنزل ونسبة 8.7% كانت تتألف من شخص يعيش بمفرده يبلغ من العمر 65 عاماً أو أكثر. وبلغ متوسط حجم الأسرة المعيشية 2.08، أما متوسط حجم العائلات فبلغ 2.48.
بلغ العمر الوسطي للسكان 50.5 عاماً. وكانت نسبة 12% من القاطنين تحت سن الثامنة عشر، وكانت نسبة 4.5% بين الثامنة عشر والرابعة والعشرين عاماً، ونسبة 22.5% كانت واقعةً في الفئة العمرية ما بين الخامسة والعشرين والرابعة والأربعين عاماً، ونسبة 42.3% كانت ما بين الخامسة والأربعين والرابعة والستين، ونسبة 18.7% كانت ضمن فئة الخامسة والستين عاماً فما فوق. يوجد لكل 100 أنثى 94.2 ذكر، ويوجد لكل 100 أنثى في الثامنة عشر من عمرها فما فوق 91.6 ذكر.
بلغ متوسط دخل الأسرة في البلدة 47,143 دولارًا، أما متوسط دخل العائلة فبلغ 55,875 دولارًا. وكان متوسط دخل الذكور 32,708 دولارًا مقابل 30,735 دولارًا للإناث. وسجل دخل الفرد الخاص بالبلدة 26,759 دولارًا. وكانت نسبة 4.1% من العائلات ونسبة 5.7% من السكان تحت خط الفقر، وكان من هؤلاء نسبة 8.3% تحت سن الثامنة عشر ونسبة 3.5% في الخامسة والستين من العمر وما فوق.

### تعداد عام 2010
بلغ عدد سكان كوري بيتش 2,012 نسمة بحسب تعداد عام 2010، وبلغ عدد الأسر 934 أسرة وعدد العائلات 637 عائلة مقيمة في البلدة. في حين سجلت الكثافة السكانية 878.6 نسمة لكل كيلومتر مربع (2,275.6/ميل2). وبلغ عدد الوحدات السكنية 2,213 وحدة بمتوسط كثافة قدره 966.4 لكل كيلومتر مربع (2,503.0/ميل2).
وتوزع التركيب العرقي للبلدة بنسبة 97.02% من البيض و0.84% من الأمريكيين الأفارقة و0.35% من الأمريكيين الأصليين و0.60% من الأمريكيين ذوي الأصول الآسيوية و0.35% من الأعراق الأخرى و0.84% من عرقين مختلطين أو أكثر و1.79% من الهسبانيون أو اللاتينيون من أي عرق.
بلغ عدد الأسر 934 أسرة كانت نسبة 18.6% منها لديها أطفال تحت سن الثامنة عشر تعيش معهم، وبلغت نسبة الأزواج القاطنين مع بعضهم البعض 58% من أصل المجموع الكلي للأسر، ونسبة 7.6% من الأسر كان لديها معيلات من الإناث دون وجود شريك،  بينما كانت نسبة 2.6% من الأسر لديها معيلون من الذكور دون وجود شريكة وكانت نسبة 31.8% من غير العائلات. تألفت نسبة 25.7% من أصل جميع الأسر من عدة أفراد يعيشون في نفس المنزل ونسبة 9.9% كانت تتألف من شخص يعيش بمفرده يبلغ من العمر 65 عاماً أو أكثر. وبلغ متوسط حجم الأسرة المعيشية 2.15، أما متوسط حجم العائلات فبلغ 2.56.
بلغ العمر الوسطي للسكان 53.6 عاماً. وكانت نسبة 14.5% من القاطنين تحت سن الثامنة عشر، وكانت نسبة 5.3% بين الثامنة عشر والرابعة والعشرين عاماً، ونسبة 16.9% كانت واقعةً في الفئة العمرية ما بين الخامسة والعشرين والرابعة والأربعين عاماً، ونسبة 37.9% كانت ما بين الخامسة والأربعين والرابعة والستين، ونسبة 25.3% كانت ضمن فئة الخامسة والستين عاماً فما فوق. وتوزع التركيب الجنسي للسكان بنسبة 48.9% ذكور و51.1% إناث.